# Georgij Dobrovolskij
Georgij Timofejevič Dobrovolskij (rusky Георгий Тимофеевич Добровольский; 1. června 1928 v Oděse – 29. června 1971) byl sovětský vojenský letec a kosmonaut ruské národnosti, který tragicky zahynul v kosmu.

## Život
Vyrůstal v Oděse a snil o námořnickém životě. Nicméně na námořní školu vybrán nebyl, dostal se na speciální leteckou školu. Otec od rodiny utekl, když byly Georgijovi dva roky, matka, kterou měl nesmírně rád, byla celý život uklízečkou. Na počátku druhé světové války byl v Oděse zatčen a za přechovávání revolveru odsouzen na 25 let vězení. Odtud se mu podařilo 19. března 1944 utéci na falešné doklady a za 20 dní byla Oděsa osvobozena. Po válce přes den studoval na stavebním učilišti a po nocích se živil vykládáním nákladních lodí v přístavu. Dostal se na Čugujevské vojenské letecké učiliště, nastoupil do stíhacího leteckého útvaru, naučil se létat na stíhacích letadlech Jak, Lavočkin a MiG všech modifikací. V roce 1961 ukončil studium na Vojenské letecké akademii v Moninu.. Po dokončení akademie se stal politickým pracovníkem, ale létal dál. Oženil se, měl dvě děti.

## Budoucí kosmonaut
V roce 1962 mu byla nabídnuta možnost stát se kosmonautem a tak brzy nastoupil ve Hvězdném městečku k výcviku. V roce 1963 byl členem týmu kosmonautů. V letech 1965 až 1966 byl ve skupině kosmonautů, která se připravovala k obletu Měsíce a také absolvoval výcvik pro vojenskou orbitální stanici Almaz. Potom se připravoval pro práci na stanici Saljut 1 zprvu jako velitel záložní posádky, pak byl jmenován velitelem posádky hlavní.

## Let do vesmíru

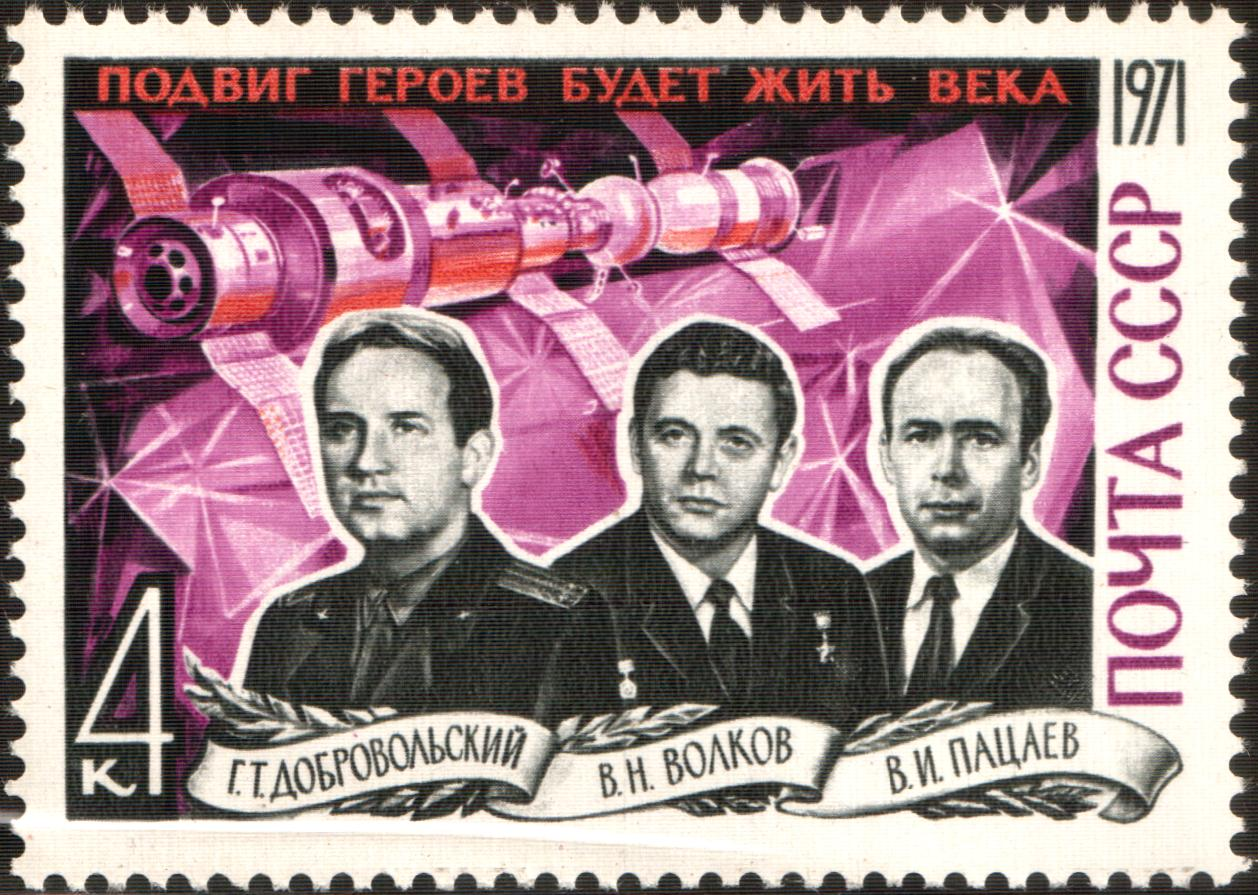
Georgij Dobrovolskij (vlevo) s kosmonauty Volkovem a Pacajevem na sovětské poštovní známce

Už jeho první let ve funkci velitele kosmické lodě Sojuz 11 skončil v roce 1971 katastrofou. Původně jmenovaná posádka pro onemocnění Kubasova neletěla, vysláni byli náhradníci. Posádka ve složení Dobrovolskij, Vladislav Volkov a Viktor Pacajev odstartovala z Bajkonuru 6. června 1971, v pořádku se spojila s orbitální stanicí Saljut 1 a zjistila zde nedýchatelný vzduch zapáchající kouřem. Po odstranění závady kosmonauti řadu dní plnili zadané úkoly. Pro zhoršování fyzické kondice posádky bylo rozhodnuto program letu zkrátit.
Večer 29. června se oddělil Sojuz 11 od stanice Saljut a započal se sestupem. Při sestupové fázi byly pyrotechnicky odpáleny spojovací šrouby s nepotřebným obytným modulem. Otřesem výbuchu se však neplánovaně otevřel odvětrávací ventil už ve výši 186 km nad povrchem. Vzduch unikl během 30 sekund a všichni tři kosmonauti zahynuli zadušením po letu trvajícím 570 hodin. Přistávací modul na padácích měkce přistál za asistence čekajících vrtulníků. Smrt kosmonautů byla zjištěna až po přistání kabiny na Zemi.